# Hypoplectrus
Hypoplectrus — рід окунеподібних риб родини кам'яних окунів (Serranidae). Містить 17 видів.

## Поширення
Представники роду поширені серед коралових рифів в Карибському морі і Мексиканській затоці, навколо Флориди і Багамських островів.

## Спосіб життя
Hypoplectrus — синхронні гермафродити, тобто мають чоловічі і жіночі статеві органи, що одночасно функціонують. Таке явище рідкісне серед хребетних.

## Види
- Hypoplectrus aberrans Poey, 1868
- Hypoplectrus atlahua Tavera & Acero P, 2013[2]
- Hypoplectrus castroaguirrei Del-Moral-Flores, J. L. Tello-Musi & J. A. Martínez-Pérez, 2012
- Hypoplectrus chlorurus G. Cuvier, 1828
- Hypoplectrus ecosur Victor, 2012
- Hypoplectrus floridae Victor, 2012
- Hypoplectrus gemma Goode & T. H. Bean, 1882
- Hypoplectrus gummigutta Poey, 1851
- Hypoplectrus guttavarius Poey, 1852
- Hypoplectrus indigo Poey, 1851
- Hypoplectrus maculiferus Poey, 1871
- Hypoplectrus maya Lobel, 2011
- Hypoplectrus nigricans Poey, 1852
- Hypoplectrus providencianus Acero P & Garzón-Ferreira, 1994
- Hypoplectrus puella G. Cuvier, 1828
- Hypoplectrus randallorum Lobel, 2011
- Hypoplectrus unicolor Walbaum, 1792